# Río Klondike
El río Klondike o Clondique es un afluente del río Yukón en Canadá, que dio su nombre a la fiebre del oro de Klondike. Tiene su origen en las montañas de Ogilvie y desemboca en el río Yukón en Dawson City.
Su nombre proviene de la palabra Han Tr'ondëk (/ ʈʂontək /) que significa Martillo , que se utiliza para clavar en el suelo las estacas para hacer redes de salmón.
En 1896 descubren oro en afluentes del río Klondike y comienza la llamada Fiebre del oro de Klondike, todavía hoy se está explotando la zona en búsqueda de oro.
En el cuento de Jack London «A Relic of the Pliocene» (Collier's Weekly, 1901), este río fue mencionado como «River Reindeer».